# انیس مهمتی
انیس مهمتی (انگلیسی: Anis Mehmeti؛ زادهٔ ۹ ژانویهٔ ۲۰۰۱) بازیکن فوتبال است.
وی همچنین در تیم‌های ملی فوتبال Albania national under-19 football team و زیر ۲۱ سال آلبانی بازی کرده‌است.